# Monastère de Tronoša
Le monastère de Tronoša (en serbe cyrillique : Манастир Троноша ; en serbe latin : Manastir Tronoša) est un monastère orthodoxe serbe situé à Korenita, dans le district de Mačva et sur le territoire de la ville de Loznica en Serbie. Il est inscrit sur la liste des monuments culturels de grande importance de la république de Serbie (identifiant no SK 363),,.
L'église du monastère est dédiée à la Présentation de la Mère de Dieu au Temple. Le monastère est en activité.

## Historique

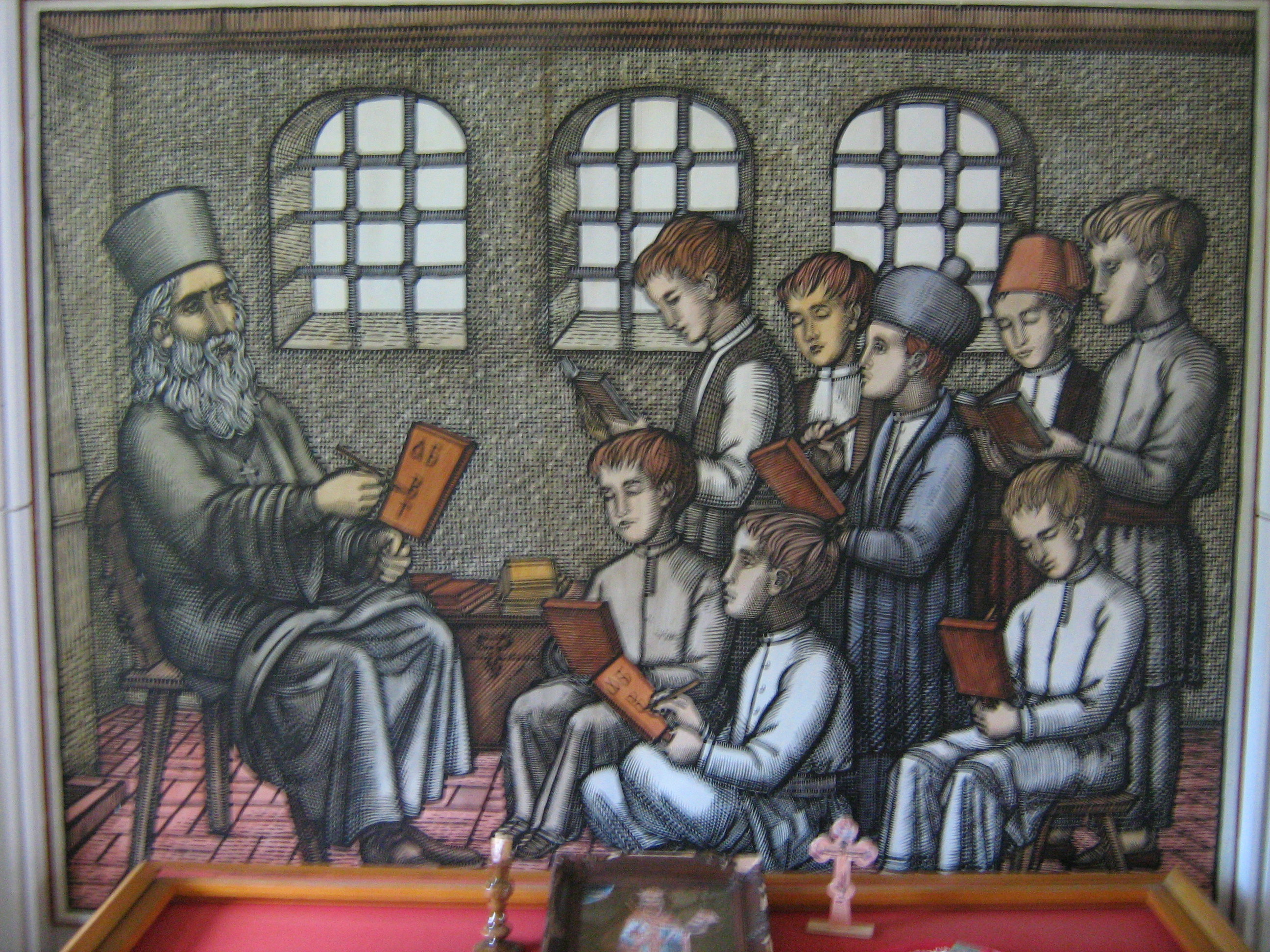
L'école du monastère.

Selon la légende, le monastère, situé à 17 km au sud-oust de Loznica, aurait été fondé par les frères Jugović ou, selon la chronique du monastère, par Katalina Nemanjić (vers 1256-après 1314),, la fille du roi de Hongrie Étienne V et la veuve du roi serbe Stefan Dragutin, peu après la mort de son mari en 1317.
Après avoir été détruit pour une raison inconnue, il a été restauré en 1559 à l'époque de l'higoumène Pajsije. Quelques années plus tard, il abritait une école de copistes ; en 1571, le moine Jefrem a ainsi copié quatre ménologues (en serbe : minej, sous la direction de l'higoumène Kir Jovan, dont trois à Šišatovac et un à Kiev. Sur un ménologue non daté conservé à Šišatovac, une inscription indique qu'il a été écrit par le moine Siméon avec l'higoumène Jovan à Tronoša ; sur un livre du monastère de la Sainte-Trinité, près de Pljevlja, on peut lire qu'il a été écrit par Đak Simo dans le monastère de Tronoš. Il y avait aussi un ménologue à Šišatovac, écrit à Tronoša, avec l'higoumène Spiridon. Grâce au travail de ses moines copistes, le monastère a joué un rôle important dans la préservation de nombreux documents et donc dans la préservation de la culture et de la tradition serbes et, au XVIIIe siècle il était le centre culturel des régions du Jadar, du Podrinje, de la Rađevina et du Potcerje.
La guerre austro-turque de 1788-1791 s'est partiellement déroulée dans la région du monastère. Des volontaires serbes, au nombre de 5 000 hommes, ont également rejoint l'armée autrichienne. À l'époque de la « Krajina de Koča » (février 1788-septembre 1788), Koča Anđelković a conduit la rébellion serbe contre les Ottomans et l'archimandrite du monastère de Tronoša Stevan Jovanović a également rejoint les insurgés et s'est battu contre les Turcs,. Mais les Autrichiens se sont retirés au-delà de la Save et du Danube et ont conclu la paix avec les Ottomans. Avant la fin de la guerre, il a tenté en vain de convaincre les Habsbourg d’aider les Serbes avec des armes pour continuer le combat contre les Turcs,.
Plus tard, l'higoumène de Tronoša, Filimon Grgurović, a pris parti dans la lutte dynastique entre les Karađorđević et les Obrenović, en se rangeant du côté des Obrenović. En 1844, lorsque la Révolte des cavaliers (en serbe : Katanska buna), dirigée par Stojan Jovanović Cukić, a éclaté à Šabac et Loznica dans le but de renverser le régime du prince Alexandre Karađorđević, Filimon a rejoint les rebelles ; mais. lorsque le prêtre Mateja Nenadović a vaincu les rebelles, Filimon a été capturé, condamné à mort et abattu à l'endroit de Gnjila, sur la route Loznica-Valjevo, où il est également enterré. Lorsque le prince Miloš a accédé au pouvoir pour la deuxième fois en 1858, grâce aux efforts de l'archiprêtre de Loznica Ignjat Vasić, le corps de l'higoumène Filimon a été transféré à Tronoša et solennellement enterré.
Le monastère a été gravement endommagé pendant la Première Guerre mondiale ; toutes les portes de l'église ont été démolies et détruites et l'édifice restait encore sans porte en 1923 ; les livres de l'église ont également été brûlés et la forêt autour du monastère a été abattue. L'higoumène Tihon Ivančević a été arrêté et emprisonné à Belgrade, où il a été tué. Lors de la bataille du Cer (16 août 1914-20 août 1914), des soldats serbes blessés ont été amenés au monastère et. comme il n'y avait pas de moines, le prêtre militaire du VIe régiment, Dimitrije Dimitrijević, les a soignés ; les morts ont été enterrés sur le parvis de l'église.

## Église
L'église actuelle a été construite en 1559 à l'instigation de l'higoumène Pajsije. Elle a été conçue sur le modèle des édifices religieux de l'école rascienne,.
L'église se présente comme un édifice à nef unique doté de voûtes en berceau, prolongé par une abside pentagonale et précédé par un narthex,. À l'intersection de la nef et du transept s'élève une coupole, qui, à l'extérieur correspond à un dôme octogonal dont les sections sont séparées par des pilastres peu profonds et sont reliées au sommet par une frise d'arcades aveugles ; au milieu de ces sections s'ouvrent des fenêtres étroites et allongées. Les portails et les fenêtres de l'église sont cintrés,. Au XIXe siècle, un clocher en pierre avec une haute tour baroque a été ajouté sur le côté ouest,.
L'église a été peinte deux fois. Seuls quelques fragments remontant au XVIe siècle sur le mur ouest du narthex sont préservés,. Dans la rénovation de l'époque du prince Miloš Obrenović, l'église a été peinte à nouveau en 1834 par les peintres Mihailo Konstantinović de Bitola et Nikola Janković d'Ohrid. La même année, le Nikola Janković a réalisé des sculptures et la plupart des icônes de l'iconostase,.
L'iconostase de l'église remonte au XVIIIe siècle, l'icône du trône de Jésus-Christ a été peinte en 1866 par le peintre A. Đaković ; l'icône de la Mère de Dieu a été réalisée par le même peintre.
La restauration de l'architecture et des peintures a été achevée en 1987,.

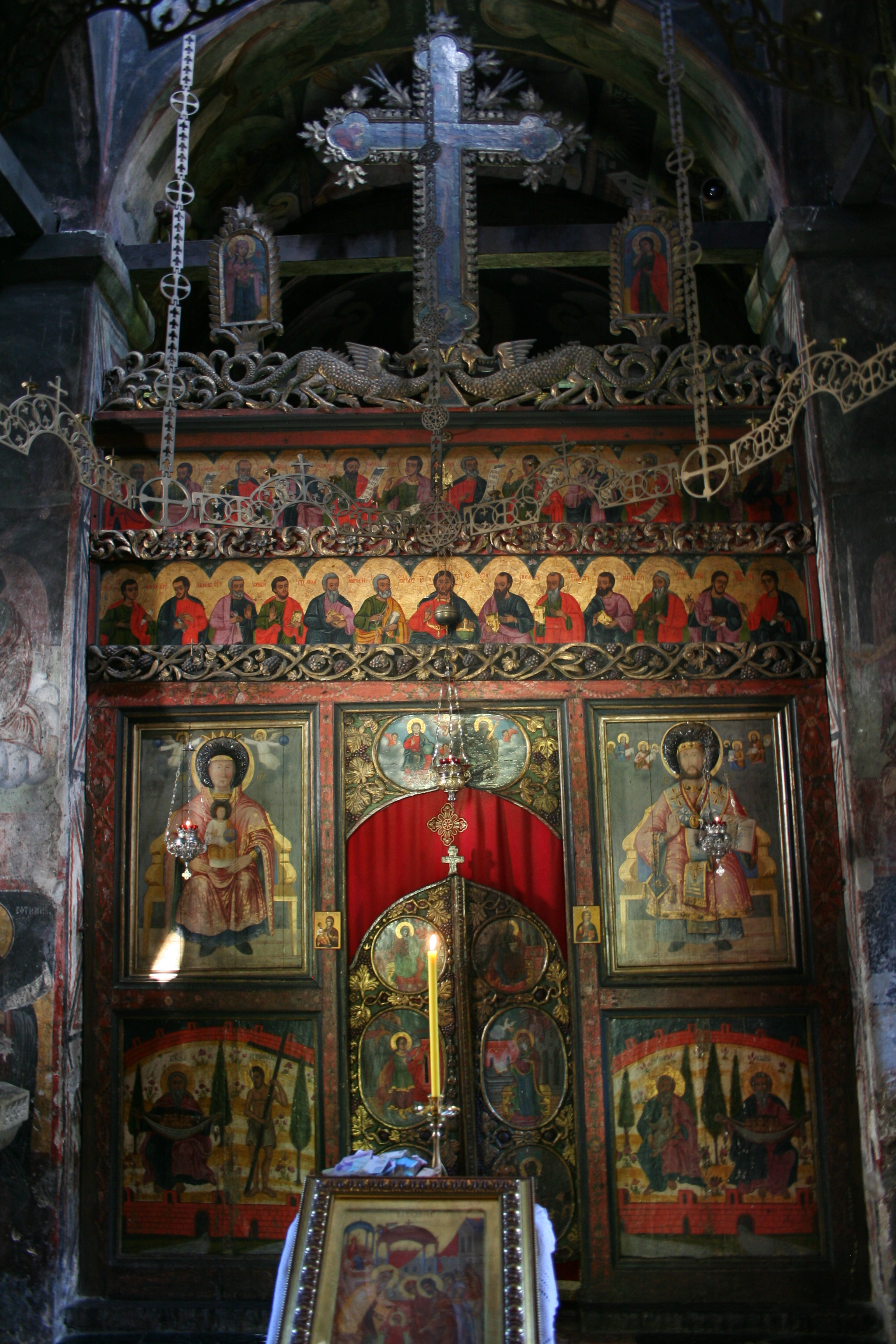
L'iconostase de l'église.

## Autres constructions
Devant le monastère se trouvent une chapelle dédiée à saint Pantaléon et une fontaine qui, selon la légende, a été construite par Jug Bogdan (Vratko Nemanjić) et les neuf frères « Jugović » avant leur départ pour la bataille de Kosovo Polje (1389).
Cette fontaine a été rénovée en 1894 par l'archimandrite Metodije ; la dernière rénovation de la chapelle, à côté de laquelle se trouve la fontaine, a été réalisée par l'évêque de Šabac-Valjevo, Jovan, et l'higoumène du monastère de Tronoša, Antonija Đurđević.

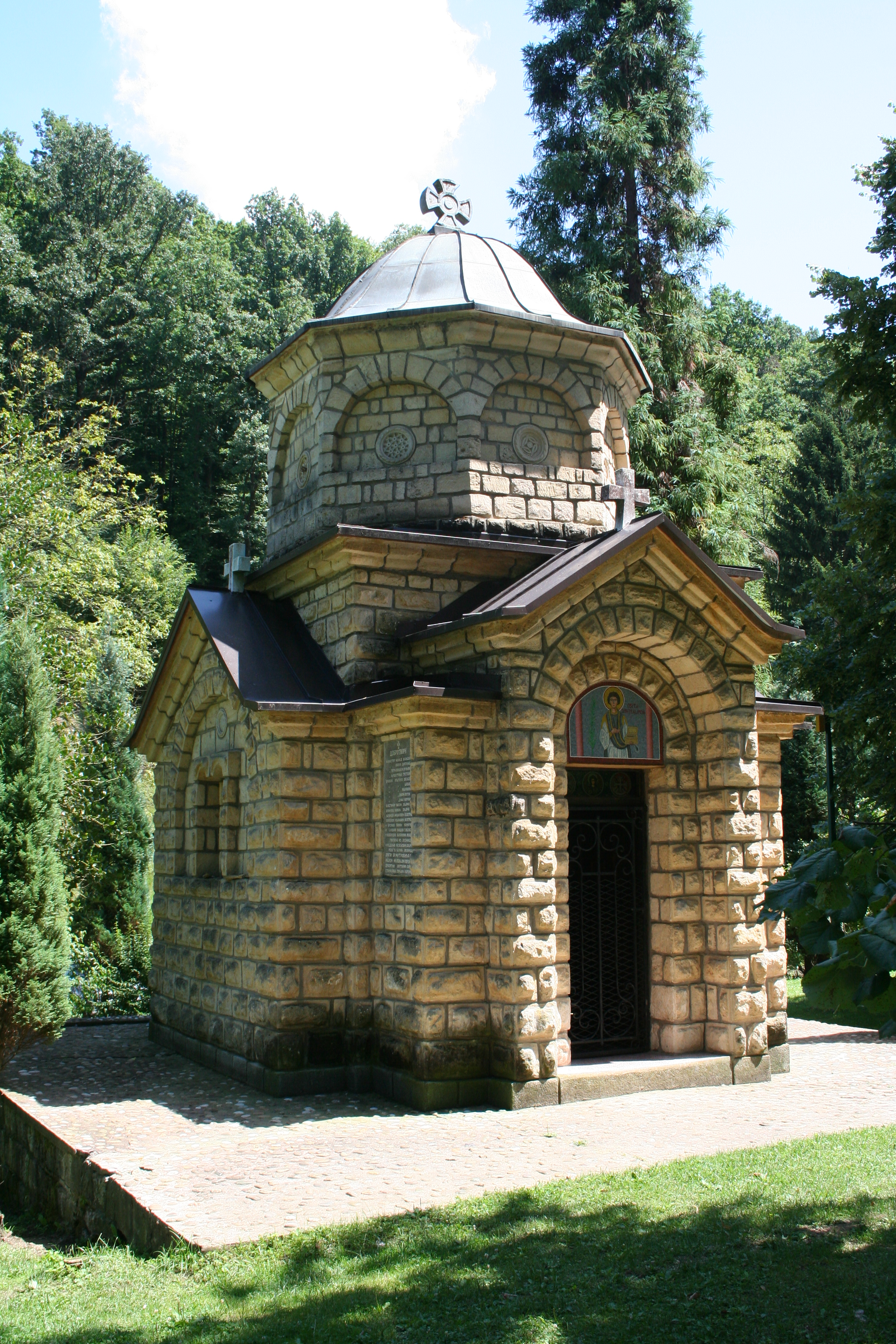
La chapelle saint Pantaleon.
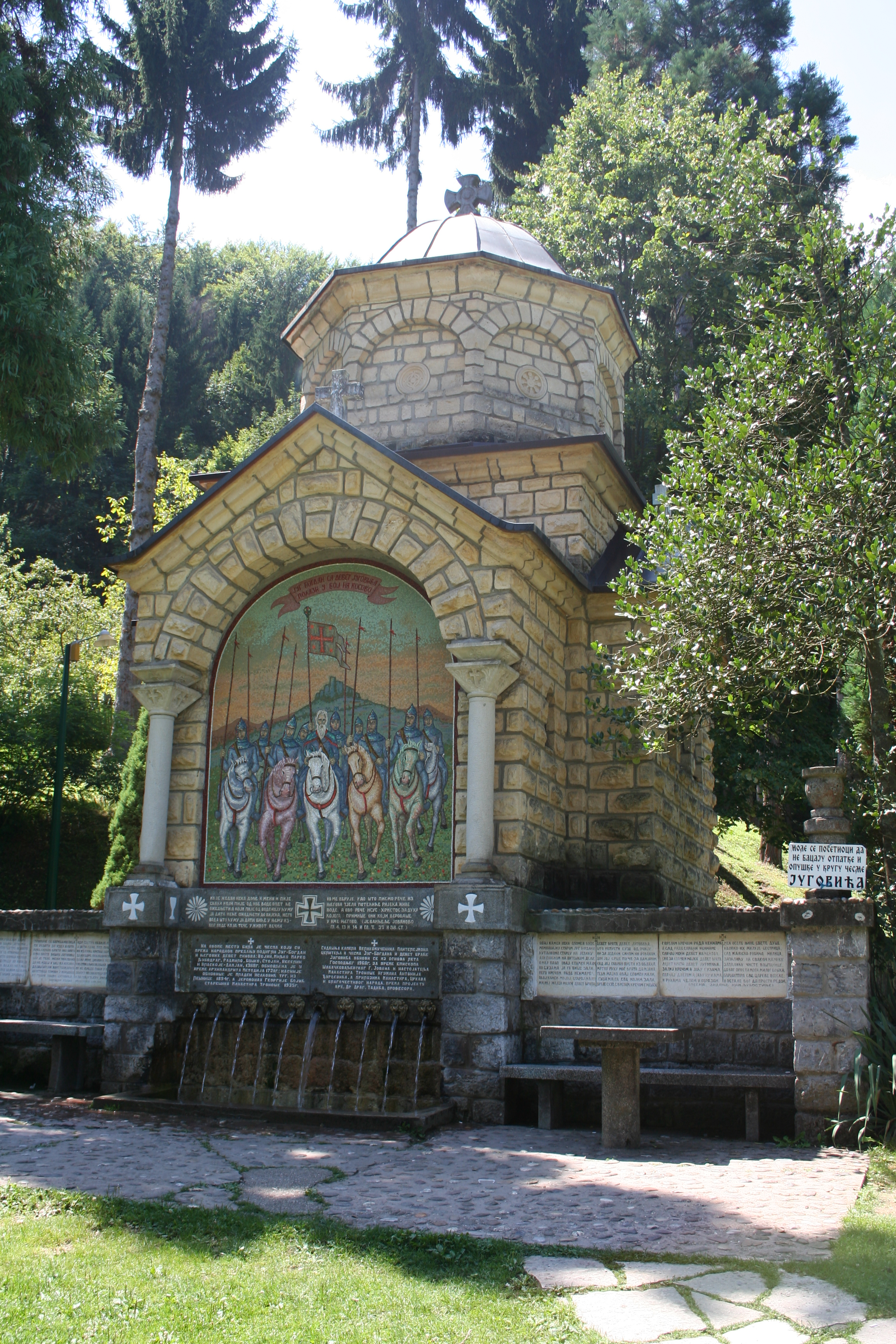
La chapelle saint Pantaléon et la fontaine de Jug Bogdan.
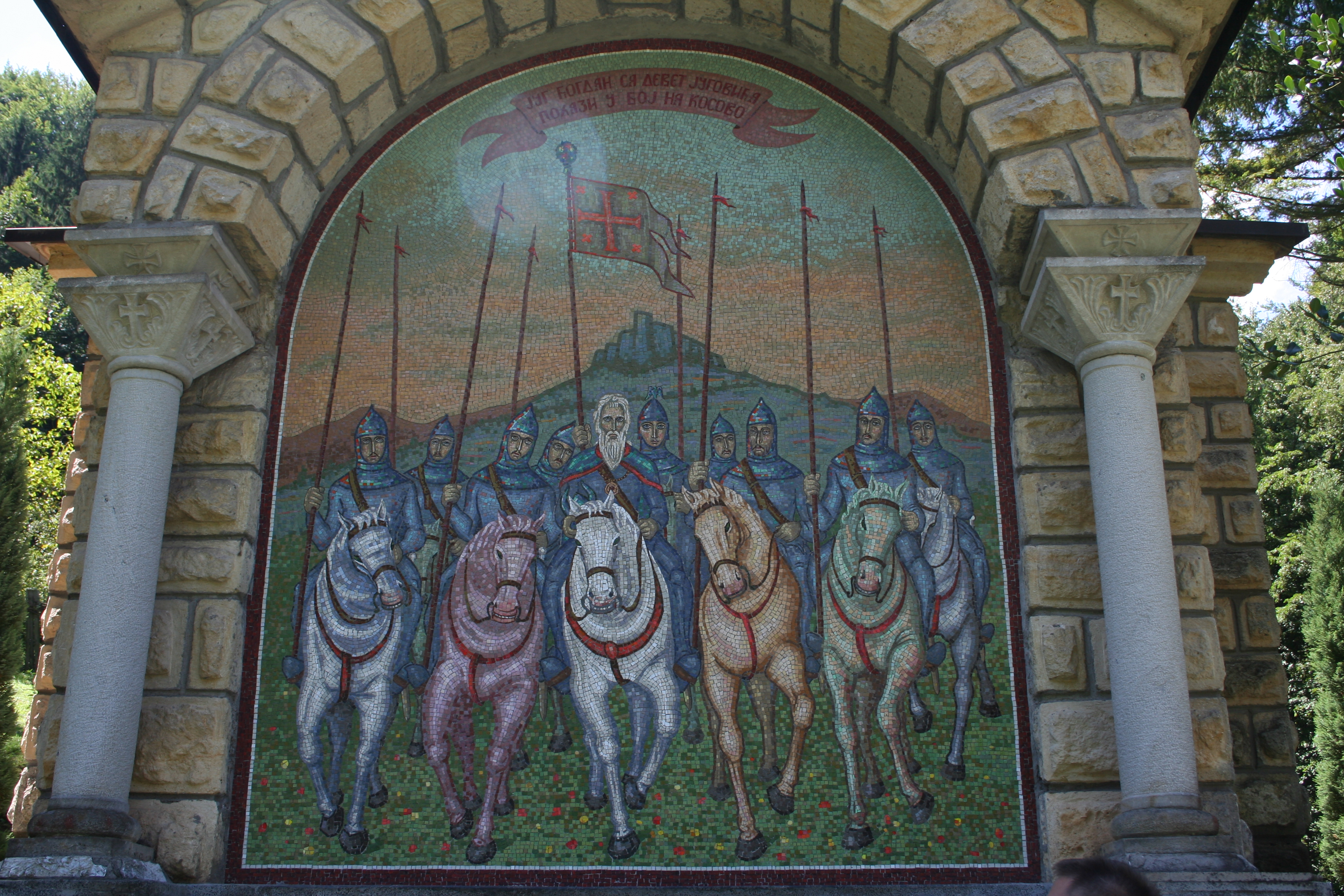
Détail de la mosaïque de la fontaine, avec Jug Bogdan au centre entouré des neuf .

## Personnalité
Le monastère de Tronoša est associé au souvenir de Vuk Stefanović Karadžić (1787-1864), le célèbre réformateur de la langue littéraire serbe, inventeur de l'Alphabet cyrillique serbe qui est encore en usage aujourd'hui. Il est l'auteur de la fameuse formule : « Écris comme tu parles » (en serbe : Писи како говориш), formule qui a animé sa réforme de la langue littéraire. Originaire du village voisin de Tršić, il a suivi les cours de l’école à Tronoša à partir de 1797. Le monastère présente des souvenirs qui lui sont consacrés,.

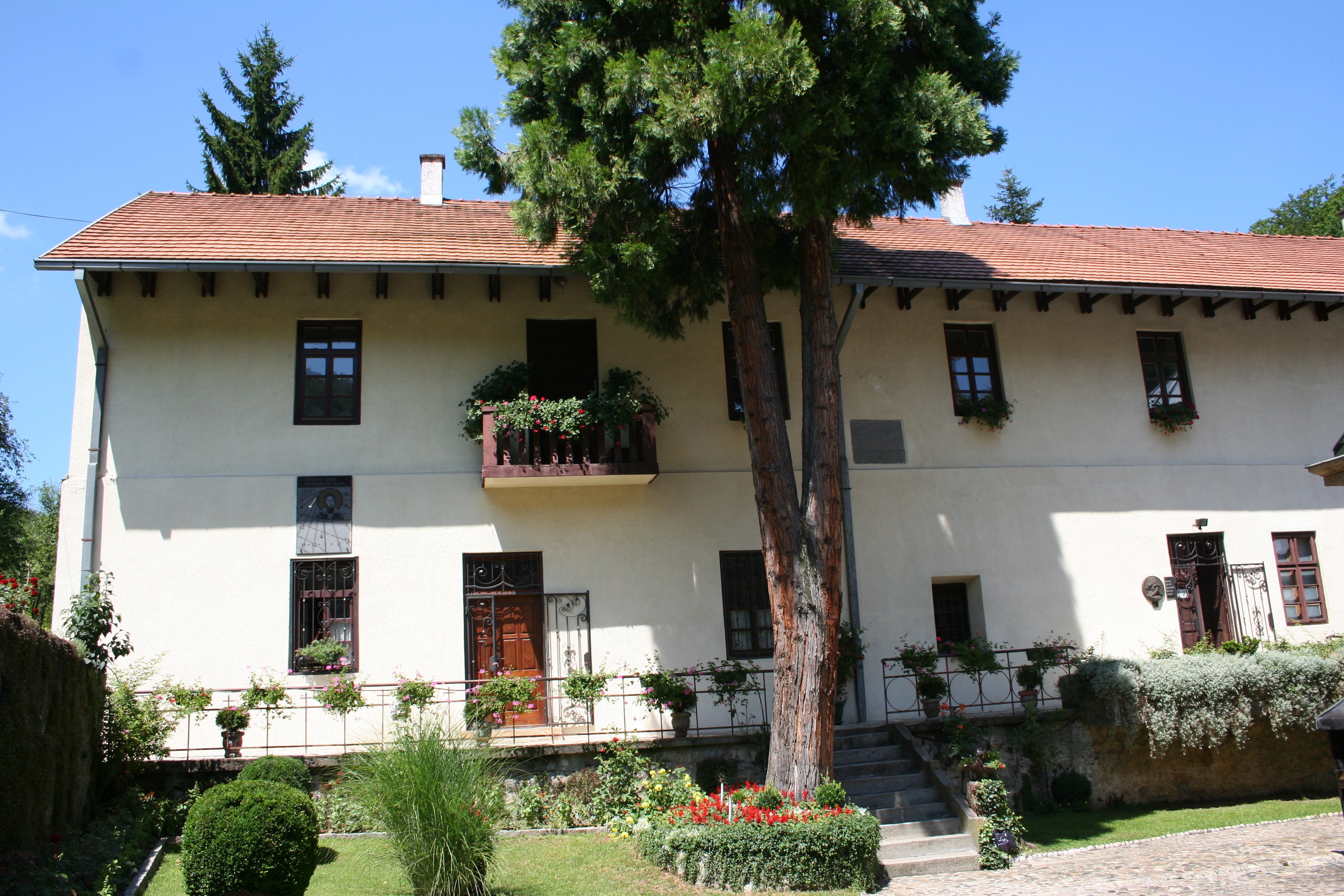
Konak dans le monastère, avec le musée (à droite).
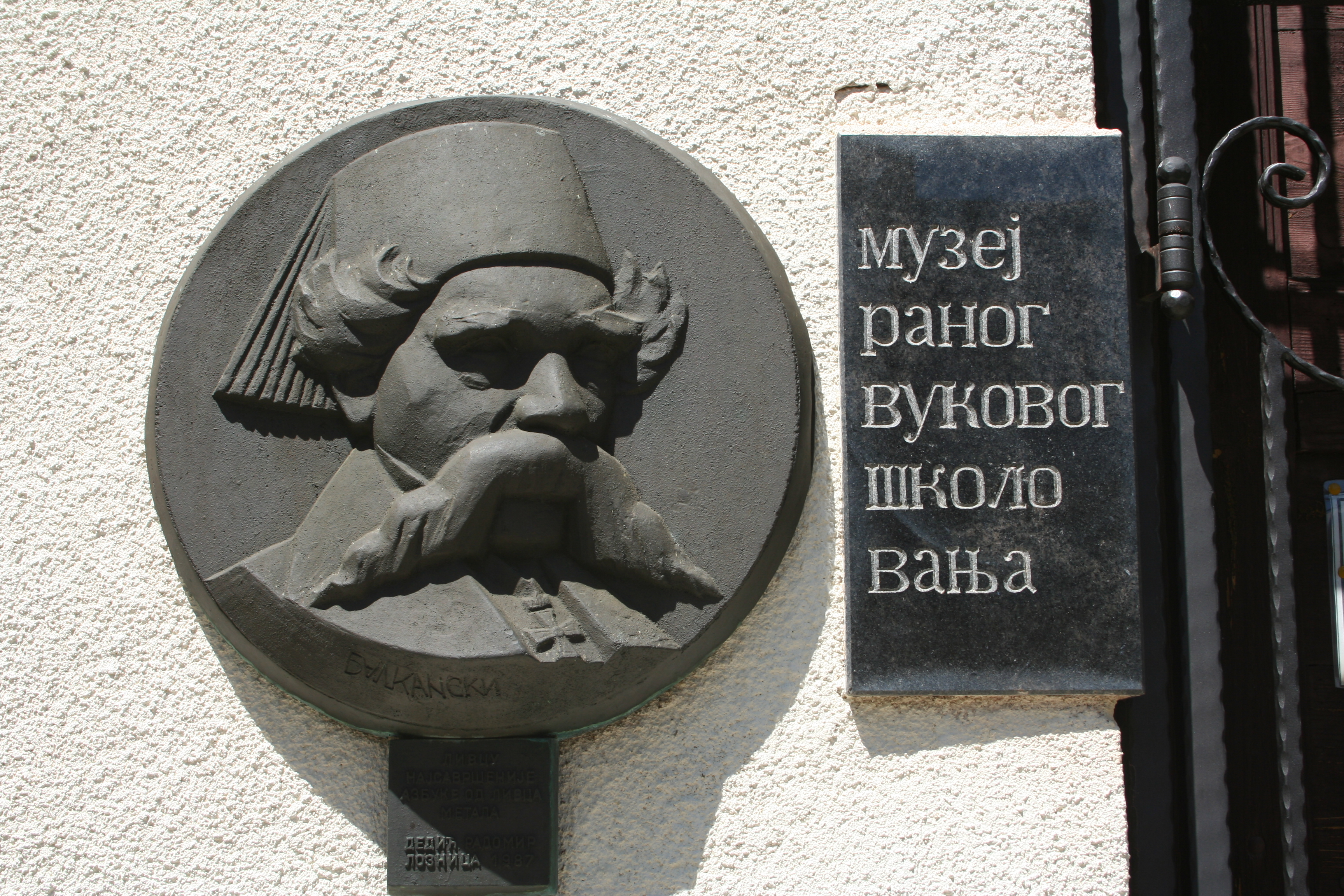
Plaque avec le visage de Vuk Stefanović Karadžić à l'entrée du musée commémoratif.
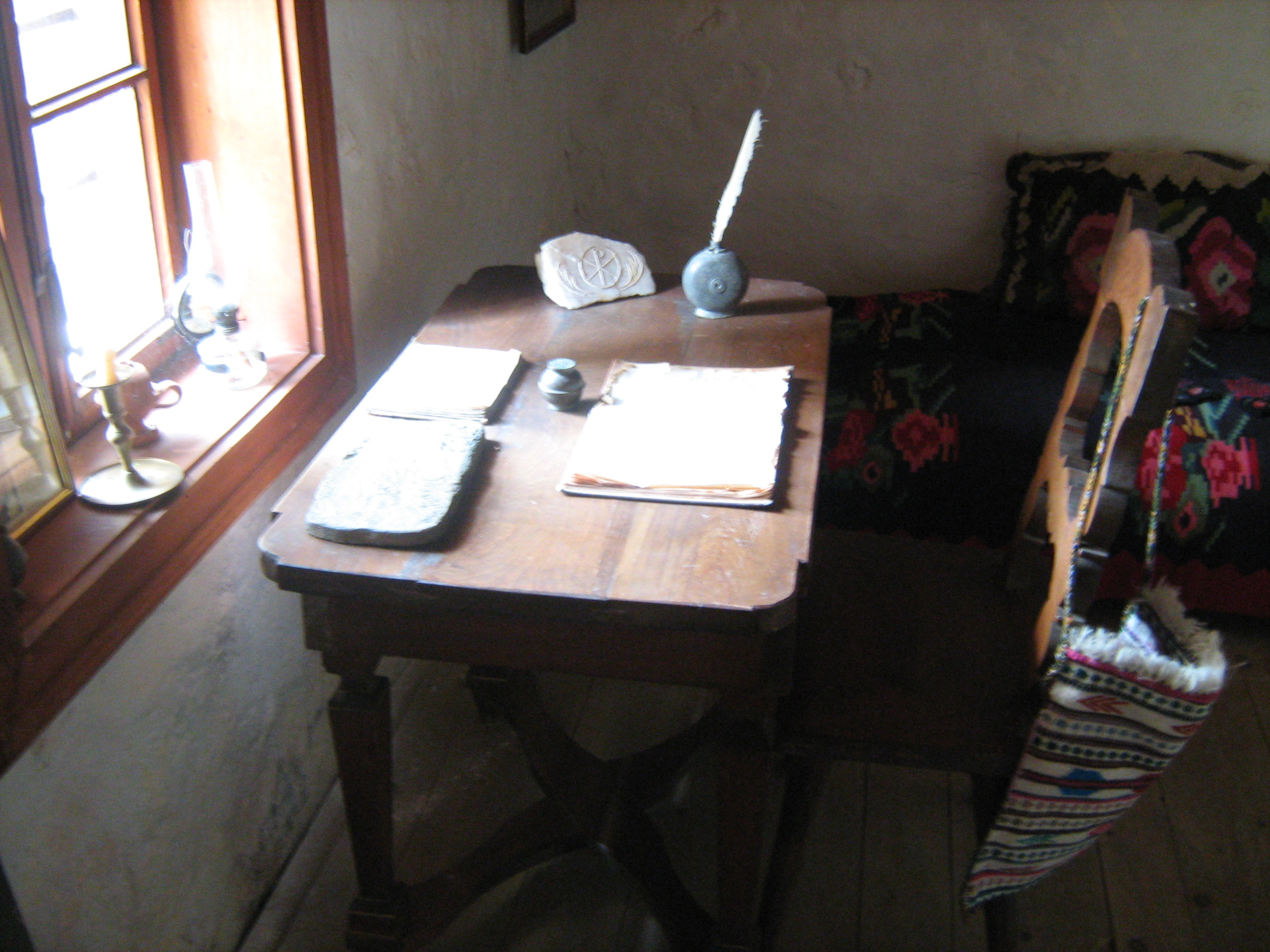
Bureau de Vuk Stefanović Karadžić dans le musée.
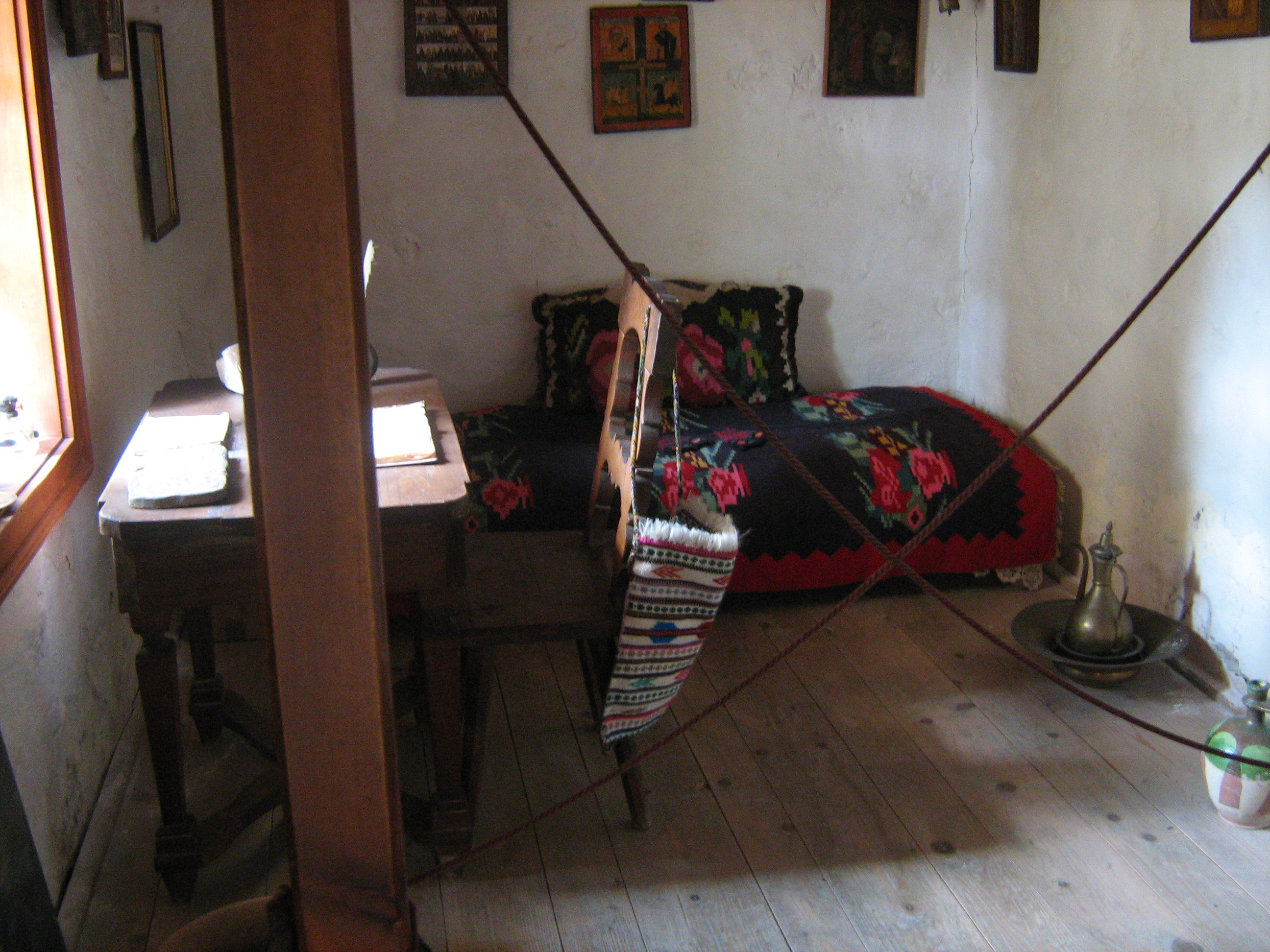
Autre vue de la pièce commémorative.